# Christian Vincent
Christian Vincent (Parigi, 5 novembre 1955) è un regista e sceneggiatore francese.

## Filmografia
- Il ne faut jurer de rien (1983) cortometraggio
- Classique (1985) cortometraggio
- La Part Maudite (1987) cortometraggio
- La timida (La discrète) (1990)
- Beau fixe (1992)
- La séparation (1994)
- Je ne vois pas ce qu'on me trouve (1996)
- Sauve-moi (2000)
- Mon accident (2003)
- Les enfants (2004)
- Hotel a cinque stelle (Quatre étoiles) (2007)
- La cuoca del presidente (Les saveurs du palais) (2012)
- La corte (L'hermine) (2015)